# Le Souvenir
Pour les articles homonymes, voir Souvenir.
Le Souvenir est un groupe en bronze réalisé par le sculpteur français Paul Dubois pour commémorer l'annexion de l'Alsace-Lorraine par l'Allemagne, lors de la guerre de 1870. Il est situé place André-Maginot, à Nancy, devant le temple protestant.

## Description
Le monument représente deux jeunes femmes à l'expression triste, assises sur un rocher, et portant les costumes et coiffes traditionnels de leurs régions respectives, l'Alsace et la Lorraine, qu'elles représentent allégoriquement. L'Alsace, qui se tient droite, le regard dans le lointain, console la Lorraine en l'enlaçant et en lui tenant la main, tandis que la Lorraine est penchée sur elle et que sa tête est appuyée contre son épaule.
L'ensemble repose sur un socle en granit des Vosges.

## Histoire
Dubois a présenté une maquette en cire du Souvenir au Salon des artistes français de 1899.
Dubois mort en 1905, son œuvre a ensuite été installée à son emplacement actuel en 1910, comme don de sa veuve. L'auteur avait en effet exprimé avant sa mort la volonté de voir ce groupe placé « dans une des villes frontières de l'Est ». Sa veuve avait donc fait cette proposition à la ville de Nancy, qui était à l'époque située à proximité de la frontière franco-allemande, après le traité de Francfort qui avait fait perdre l'Alsace-Lorraine à la France en 1871.
Le conseil municipal a débattu de cette proposition lors de sa séance du 17 juillet 1908. Mme Dubois avait vu plusieurs emplacements et suggérait celui où se trouve le buste de Grandville par Ernest Bussière, au parc de la Pépinière. Ce projet fut rejeté, mais après la mort de Mme Dubois, son fils accepta l'emplacement de la place Maginot (à l'époque place Saint-Jean). Le choix de cet emplacement est notamment motivé par la proximité de la gare de Nancy. La remise à la ville eut lieu le 20 septembre 1910. L'installation sur la place Saint-Jean eu lieu peu de temps avant la rentrée de l'université de Nancy. Il n'y eut pas de cérémonie d'inauguration officielle, mais les étudiants vinrent en cortège devant la statue, et prononcèrent des discours.
Cette érection intervient à une époque où la perte de l'Alsace-Lorraine est encore présente dans les mémoires, ainsi que l'illustre également le transfert d'un pavillon alsacien au parc Sainte-Marie lors de l'Exposition internationale de l'Est de la France, l'année précédente.

## Autres éditions
Outre le bronze installé à Nancy, et la maquette en cire du Salon de 1899 (qui a disparu), il existe des éditions en plâtre et en bronze conservées :
- au musée Camille-Claudel (anciennement musée Paul-Dubois - Alfred-Boucher) de Nogent-sur-Seine[8] (plâtre),
- au musée Saint-Loup de Troyes[9] (plâtre),
- au musée d'Orsay[10], précédemment au musée du Luxembourg et au musée du Louvre[11] (bronze).

Des dessins préparatoires sont également conservés au Cabinet des dessins du Louvre,.

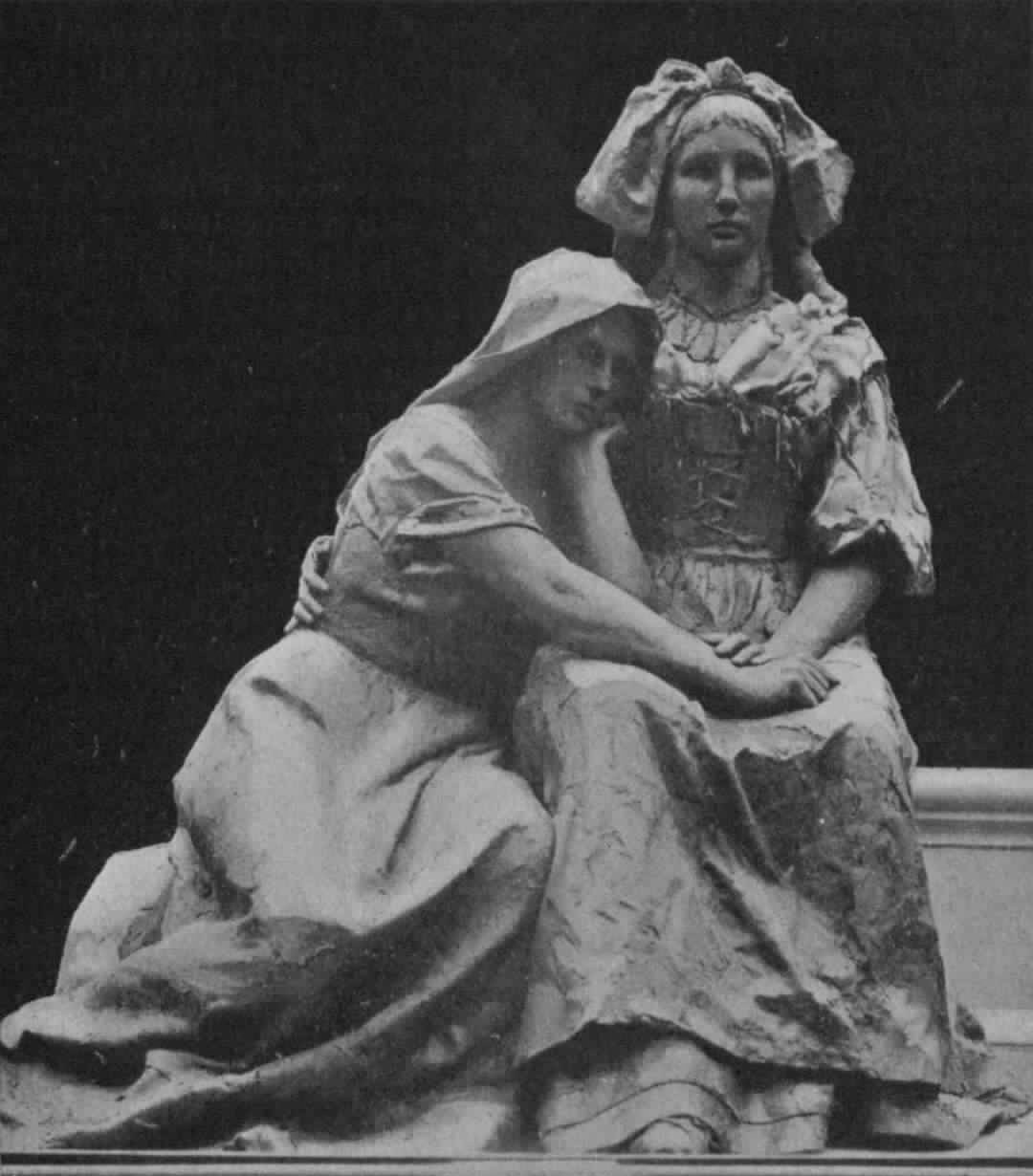
Maquette en cire du Souvenir au Salon de 1899.
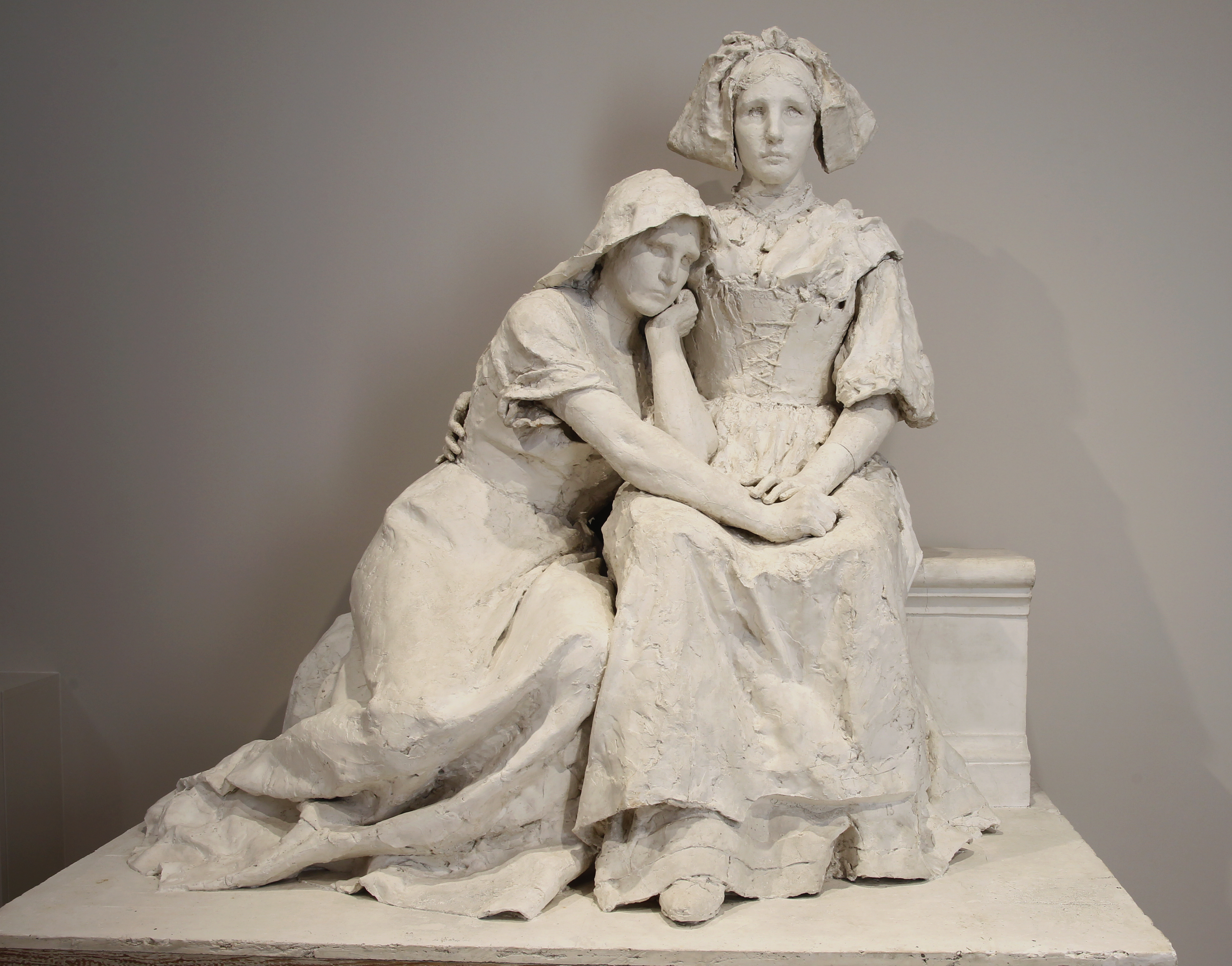
Plâtre du Souvenir au musée Camille-Claudel.

## Réception critique
Le Souvenir a suscité l'adhésion franche de la critique, qui a apprécié « la retenue des personnages et l'émotion qui s'en dégageait ». Ainsi, à l'occasion de l'exposition de la maquette en cire au Salon de 1899, André Michel en a donné la critique suivante dans le Journal des débats :

« Le geste juste, simple et émouvant, M. Paul Dubois l'a trouvé dans le beau groupe de « l'Alsace et de la Lorraine », fragment d'un grand monument rêvé qu'il voudrait consacrer aux Souvenirs de la guerre et qu'il est digne de nous donner. Il a compris que, pour évoquer des souvenirs saignants encore et de si prochaines réalités, les allégories traditionnelles risqueraient d'être froides. L'Alsace, c'est une Alsacienne, et la Lorraine, une fille du cher pays français. Elles sont assises sur un banc, leurs mains s'étreignent silencieusement et leur morne regard interroge l'horizon. Puissent-elles y voir les Français unis dans une pensée commune de justice et d'espérance, et fermer l'oreille aux cris insensés de haine, de proscription et de discorde que le vent d'Ouest leur apporte !
Dans sa simplicité extrême ce groupe est éloquent. L'art le plus savant s'y dérobe ; les gestes y sont pris à la source même de la nature et l'on y peut voir mieux que dans aucun autre exemple comment l'inspiration la plus noble s'accommode de la plus humble réalité. Et c'est, comme nous l'avons dit, la définition même de l'art « populaire » qui doit, par les formes les plus familières, parler fortement et clairement aux yeux, à l'esprit et au cœur. »

De même pour Roger Marx dans la Revue encyclopédique de Larousse :

« En prenant le parti d'exposer, à l'état de maquette en cire, son allégorie du Souvenir, M. Paul Dubois s'est livré tout entier, sans réserve ni réticence. Le loisir est accordé à chacun de surprendre à sa source le secret de l'inspiration, puis de suivre sur la matière ductile la trace de l'outil, l'empreinte de la main même. On ne prise que davantage cette latitude en présence d'un groupe qui doit sa suprématie à l'élévation de l'idée et au charme douloureux d'une émotion attendrie. M. Paul Dubois a évoqué, survivant au deuil, triomphant du temps et de l'histoire, l'union immanente des provinces perdues et toujours chères ; il l'a rendu manifeste par le rapprochement d'une fille d'Alsace et d'une fille de Lorraine, étroitement enlacées, les mains rejointes dans une étreinte qui est une promesse d'assistance, les visages graves et attristés du même deuil, le regard anxieux et vaguant au loin... Sans outrance de pensée ni de forme, malgré le sentiment contenu et l'allusion discrète, l'auteur du Souvenir atteint à un pathétique intense. »

et pour Louis de Fourcaud dans la Revue des arts décoratifs :

« L'idée est pure, l'expression intime. Un goût raffiné a présidé à l'agencement des détails. Ce groupe n'est encore, à l'heure qu'il est, qu'un beau modèle en cire : il sera demain un beau bronze, fait pour toucher nos descendants. »

Lors de l'attribution de l'édition du Souvenir au musée du Luxembourg en 1907 (celle qui est désormais conservée au musée d'Orsay), François Monod a qualifié l'œuvre dans le Bulletin des musées de France de « très noble et très simple ».
En 1922, dans l'Histoire générale de l'art français de la Révolution à nos jours, Louis Vauxcelles a écrit à propos du Souvenir :

« Ce groupe donne exactement la mesure du talent de Paul Dubois ; on ne sent point, chez ce statuaire, la passion de la matière, la manipulation véhémente, je dirais voluptueuse, de la matière, ni les grands partis pris monumentaux, ni l'autorité d'un bel épannelage. Devant ce Souvenir, on ne songe point au bloc d'où l'œuvre fut extraite ; c'est par petites pelotes de glaise ou de cire, pétries au pouce, étalées à l'ébauchoir, que chaque membre prend, peu à peu, l'épaisseur qu'il doit avoir. C'est gracile. Un bout de statuette de Rodin est grand ; les statues de Paul Dubois, même grandes, demeurent des figurines. »